# Neoseiulella montforti
Neoseiulella montforti är en spindeldjursart som först beskrevs av Rivnay och Swirski 1980.  Neoseiulella montforti ingår i släktet Neoseiulella och familjen Phytoseiidae. Inga underarter finns listade i Catalogue of Life.